# Orientierungstaste

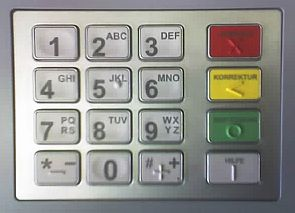
Tastenfeld eines Bankautomaten mit Fühlpunkt auf der Taste der Ziffer 5 und ähnlichen Markierungen auf einigen Funktionstasten

Orientierungstasten sind Tasten auf Tastaturen, beispielsweise von Computern, Telefonen oder Geldautomaten, die Blinde bei der Eingabe unterstützen sollen.
Auf der Computertastatur oder einer Schreibmaschine sind häufig die beiden Tasten F und J Orientierungstasten, um das Schreiben im Zehnfingersystem zu unterstützen. Sie dienen dabei als Ausgangspunkt für die Zeigefinger der linken und rechten Hand, um ohne hinzuschauen mit den Fingern auf diese Tasten leichter zurückzufinden. Bei der Zehnerblock-Zahlentastatur ist die Taste mit der Ziffer 5 mit einem Fühlpunkt versehen.